# Слабенцин
Слабенцин (пол. Słabęcin, нім. Ruppertsfeld) — село в Польщі, у гміні Крушвиця Іновроцлавського повіту Куявсько-Поморського воєводства.
Населення — 129 осіб (2011).
У 1975-1998 роках село належало до Бидгощського воєводства.

## Демографія
Демографічна структура станом на 31 березня 2011 року:
|          | Загалом | Допрацездатний вік | Працездатний вік | Постпрацездатний вік |
| -------- | ------- | ------------------ | ---------------- | -------------------- |
| Чоловіки | 61      | 8                  | 45               | 8                    |
| Жінки    | 68      | 12                 | 37               | 19                   |
| Разом    | 129     | 20                 | 82               | 27                   |